# Реплін-Колонія
Реплін-Колонія (пол. Kolonia Rzeplin — частина села Реплін у Польщі, в Люблінському воєводстві Томашовського повіту, ґміни Ульгувек.